# Elijah Webb Chastain

Elijah Webb Chastain

Elijah Webb Chastain (* 25. September 1813 bei Pickens, Pickens County, South Carolina; † 9. April 1874 bei Dalton, Georgia) war ein US-amerikanischer Politiker. Zwischen 1851 und 1855 vertrat er den Bundesstaat Georgia im US-Repräsentantenhaus.

## Werdegang
Im Jahr 1821 kam Elijah Chastain mit seinen Eltern nach Habersham in Georgia, wo er die öffentlichen Schulen besuchte. In den 1830er Jahren stieg er in der Staatsmiliz von Hauptmann bis zum Oberst auf. Danach ließ er sich auf einer Farm in der Nähe von Blairsville nieder. Zwischen 1840 und 1850 saß Chastain im Senat von Georgia. Nach einem Jurastudium und seiner im Jahr 1849 erfolgten Zulassung als Rechtsanwalt begann er in Blairsville in seinem neuen Beruf zu arbeiten.
Bei den Kongresswahlen des Jahres 1850 wurde er als Unionist im fünften Wahlbezirk von Georgia in das US-Repräsentantenhaus in Washington, D.C. gewählt, wo er am 4. März 1851 die Nachfolge von Thomas C. Hackett antrat. Nach einer Wiederwahl im Jahr 1852 konnte er bis zum 3. März 1855 zwei Legislaturperioden im Kongress absolvieren. Bei den Wahlen des Jahres 1852 wurde er als Kandidat der Demokratischen Partei bestätigt, deren Mitglied er inzwischen geworden war. Von 1853 bis 1855 war Chastain Vorsitzender des Milizausschusses (Committee on Militia). Während seiner Zeit als Kongressabgeordneter wurde dort heftig über die Frage der Sklaverei diskutiert. Außerdem begannen damals bereits erste gewalttätige Auseinandersetzungen im Vorfeld des Bürgerkrieges, der damit seine Schatten vorauswarf.
Im Jahr 1854 verzichtete Chastain auf eine weitere Kandidatur für das US-Repräsentantenhaus. In den folgenden Jahren arbeitete er wieder als Anwalt. Im Jahr 1860 war er Delegierter auf der Versammlung, die den Austritt des Staates aus der Union beschloss. Dabei unterstützte er die Austrittsbewegung. In den Jahren 1861 und 1862 war er auch Anwalt für die Eisenbahngesellschaft Western and Atlantic Railroad. Während des Bürgerkrieges war er zunächst Oberstleutnant und ab 1862 Oberst im Heer der Konföderation. Nach dem Krieg arbeitete er wieder als Rechtsanwalt.
Chastain starb am 9. April 1874 im Murray County unweit der Stadt Dalton, die im benachbarten Whitfield County liegt, bei einem Versuch, einen Fluss zu Pferd zu durchqueren. Dabei wurde er abgeworfen und ertrank in den Fluten. Elijah Chastain war mit Clarissa Saxon Brazelton (1819–1893) verheiratet.